# Ernst Schrumpf

Ernst Schrumpf (Münchener Ratsch-Kathl. 16. November 1904)

Ernst August Max Schrumpf (* 30. Oktober 1863 in Kleinobringen, Sachsen-Weimar-Eisenach; † Juli 1941 in München) war ein deutscher Theater- und Filmschauspieler, der im Juni 1914 nach einem verlorenen Gerichtsprozess wegen dutzendfacher sexueller Belästigung und rohem Verhalten als Direktor des Münchner Volkstheaters zurückgetreten ist, um der behördlichen Absetzung zuvorzukommen.

## Leben und Wirken
Schrumpf durchlief das Lehrerseminar in Weimar, verließ es aber recht bald und schlug 1882 eine Bühnenlaufbahn ein. In Weimar beginnend waren folgende Städte weitere Bühnenstationen des Mimen: Dessau, Stuttgart, Königsberg, Zürich, Mainz, Hamburg, Berlin, Prag und schließlich zwölf Jahre lang München, wo er ab 1903 das Münchner Volkstheater leitete. In diesen Jahrzehnten spielte Schrumpf quasi die gesamte Rollenpalette: Vom Striese (aus dem Schwank „Der Raub der Sabinerinnen“) über den Macbeth bis zu König Philipp II.

### Gerichtsprozess wegen brutaler Behandlung und sexueller Belästigung des Ensembles

Knappe Zusammenfassung des rechtskräftigen Gerichtsurteils dieses Prä-#MeToo-Prozesses

Ende 1910 wurde „auf der Delegiertenversammlung der Bühnengenossenschaft gegen Direktor Schrumpf de[r] schwer[e] Vorwurf erhoben, seine Stellung als Theaterdirektor den weiblichen Mitgliedern seiner Gesellschaft gegenüber mißbraucht zu haben.“ Im März 1912 wurden in einem „Prozeß gegen mehrere Schauspielerinnen, die [Schrumpf] der ärgsten Unsittlichkeitsverbrechen beschuldigt hatten“, zwei seiner Opfer freigesprochen und eines zu einer Geldstrafe verurteilt. Im September 1913 hat die „Genossenschaft deutscher Bühnenangehöriger“ Direktor Schrumpf offiziell auf die sogenannte schwere Warnungsliste gesetzt und in einem Zeitschriftenartikel alle Mitglieder nachdrücklich vor Direktor Schrumpf sowie Engagements an dem von ihm geführten Theater gewarnt und angekündigt, dass sie als Berufsvertretung „vor Gericht den Beweis führen [werde], daß Herr Direktor Schrumpf nicht mehr die Zuverlässigkeit als Theaterdirektor besitzt, die der § 32 der Reichsgewerbeordnung in Bezug auf die sittlichen Qualitäten fordert.“ Die anschließende öffentliche Diskussion führte dazu, dass die für den ordentlichen Theaterbetrieb verantwortliche Münchner Polizeibehörde Direktor Schrumpf zwang, gegen die schweren Anschuldigungen zu klagen, worauf im Juni 1914 ein Prozess mit über achtzig Zeugen stattfand, die Schrumpf so glaubwürdig und schwer belastet haben, dass er den von ihm angestrengten Prozess verlor: „Das Gericht hatte zu untersuchen, ob die Zeuginnen, die dem Direktor Schrumpf sittliche Verfehlungen im Theater vorwarfen, Glauben finden können. Das Gericht kam zur Ansicht, daß die beeideten Aussagen sämtlicher Zeuginnen über die sittlichen Verfehlungen Schrumpfs erwiesen sind. Das Gericht hatte ferner zu untersuchen, ob die Roheiten, zu denen sich Schrumpf bei den Proben und während der Vorstellungen seinen Mitgliedern gegenüber hinreißen ließ, und die einer Kunstanstalt unwürdig sind, den Tatsachen entsprechen. Das Gericht kam zur Überzeugung, daß auch hier die Wahrheit vollkommen erwiesen ist. [/] Bei voller Rücksichtsnahme auf die künstlerischen Fähigkeiten des Schauspielers und Regisseurs Schrumpf wurde dessen Nervosität als krankhaft hingestellt. Das Gericht nahm die Wahrheit dieser Behauptung an, aber eben deshalb tauge Schrumpf auch nicht, wenn er sich zu derartigen brutalen Akten, wie sie in der Verhandlung erörtert und erwiesen wurden, zum Leiter eines Theaters.“ Nach dem verlorenen Prozess trat Schrumpf als Theaterdirektor zurück, um seiner behördlichen Absetzung zuvorzukommen. Die von ihm eingelegte Berufung gegen das Urteil zog er zurück, wodurch dieses rechtskräftig wurde.
Die außergewöhnliche Affäre, der der Schriftsteller Erich Mühsam Mitte Juni 1914 einen ausführlichen Artikel in seiner Zeitschrift „Kain“ gewidmet hat, geriet wegen des Ersten Weltkrieges, der wenige Wochen nach Prozessende begann, in Vergessenheit, weshalb Schrumpf nach Kriegsende die Mit-Direktorenschaft an Hermine Körners Münchner Schauspielhaus anstrebte, wogegen die „Genossenschaft deutscher Bühnenangehöriger“ mit Erfolg ihr Veto einlegte.
Nach den gerichtlich erwiesenen Verfehlungen beschränkte sich Schrumpfs Bühnenkarriere auf Klein- und Kleinstrollen und freie Vortragstätigkeiten. Er widmete sich mit Beginn der 1920er Jahre ganz dem Film. Dort übernahm er jede Art von kleinen Rollen: Mal sah man Schrumpf als einen Dichter, als einen Chefredakteur und schließlich sogar als Patriarchen von Jerusalem. Keiner dieser Filme besaß besondere Bedeutung. Nach 1924 trat Ernst Schrumpf kaum mehr als Filmschauspieler in Erscheinung und musste sich im Tonfilm mit wenigen, bisweilen winzig gewordenen Aufgaben begnügen.
Schrumpf ehelichte 1888 Helene Kähler, von der er 1906 wieder geschieden wurde. Ab 1907 war er mit Johanna Marianne, geb. Thon Freiin von Dittmer, verheiratet.

## Filmografie
- 1916: Des Nächsten Weib
- 1921: Villa Mephisto
- 1921: Die Rattenmühle
- 1921: Die sündige Vestalin
- 1922: Nathan der Weise
- 1922: Jägerblut
- 1922: Im Schatten der Vergangenheit
- 1922: Im Rausche der Milliarden
- 1922: Der Mann aus Zelle 19
- 1923: Um Recht und Liebe
- 1923: Gehetzte Frauen
- 1924: Die Galgenbraut
- 1924: Die Schuld
- 1925: Aus der Jugendzeit klingt ein Lied
- 1933: Die weiße Majestät
- 1941: Jenny und der Herr im Frack